# Самарський Олександр Андрійович
Самарський Олександр Андрійович (19 лютого 1919, хутір Свистуни Катеринославська губернія (Донецька область, Україна) — 11 лютого 2008, Москва, СРСР) — радянський і російський математик, академік РАН, голова Ученої ради ІММ РАН, завідуючий кафедрою обчислювальних способів інституту ВМК МДУ, завкафедрою математичного моделювання МФТІ. Герой Соціалістичної Праці.

## Життєпис
У п'ять років залишився без батьків і був на вихованні у старших сестер. З 1932 р. після перїзду до Таганрогу навчався в середній школі № 2 ім. А. П. Чехова, яку закінчив з золотою медаллю у 1936 р. По закінченню школи вступив на відділення математичної фізики фізичного факультета МДУ.
У 1941 р., після закінчення 4 курса, пішов добровольцем на фронт — у 8-у Краснопресненську дивізію народного ополчення. Брав участь у боях по обороні Москви. 12 грудня, знаходячись з групою бійців у розвідці підірвався на міні і отримав важке поранення. 10 місяців провів у госпіталях. Після цього працював учителем у середній школі на золотому приїску «Комунар» в Ширинському районі Красноярський край.

## Наукова діяльність

### Державні премії
- Ленінська премія (1962) — за роботу у галузі приладобудування.
- Сталінська премія 2-го ступеня (1953) — «за розрахунково-теоретичні роботи по виробу РДС-6с і РДС-5».
- Державна премія СРСР (1965).
- Державна премія Росії (1999) — за цикл робіт по теорії різносних схем.
- Премія імені М. В. Ломоносова I ступеня (1997) — за цикл робіт «Проблеми стійкості теорії різносних схем».